# 骆文盛
骆文盛（1496年—1554年），字质甫，号两溪。浙江武康縣人，進士出身。

## 生平
十三歲喪父，弱冠補邑庠生。正德十四年（1519年）浙江乡试第二十五名举人，嘉靖十四年（1535年）乙未科会试第一百六十五名，二甲第七名进士，考选庶吉士，送翰林院读书，十六年正月授翰林院编修。两典文衡。嚴嵩掌权后，稱病辞职，隱居山中。筑屋于石城山麓，以读书自娱。卒年五十九。有《怜寒蝇赋》對蒼蠅描寫的奇文。有《两溪集》。

## 家族
曾祖骆仕隆，泰州知州。祖父骆嘉，大使。父骆润。母唐氏。慈侍下。兄文明，吏目；文魁；文振。弟文炳。